# Open Quimper Bretagne Occidentale 2024
L'Open Quimper Bretagne Occidentale 2024 è stato un torneo maschile tennis professionistico. È stata la 15ª edizione del torneo, facente parte della categoria Challenger 125 nell'ambito dell'ATP Challenger Tour 2024, con un montepremi di 148 000 €. Si è giocato dal 23 al 28 gennaio 2024 sui campi in cemento indoor del Parc des Expositions di Quimper, in Francia.

## Partecipanti

### Teste di serie
| Nazionalità | Giocatore          | Ranking* | Testa di serie |
| ----------- | ------------------ | -------- | -------------- |
| Francia     | Grégoire Barrère   | 83       | 1              |
| Francia     | Arthur Rinderknech | 94       | 2              |
| Francia     | Hugo Gaston        | 97       | 3              |
| Francia     | Constant Lestienne | 99       | 4              |
| Stati Uniti | Michael Mmoh       | 104      | 5              |
| Stati Uniti | Maxime Cressy      | 123      | 6              |
| Rep. Ceca   | Vít Kopřiva        | 132      | 7              |
| Canada      | Gabriel Diallo     | 135      | 8              |
| Croazia     | Duje Ajduković     | 141      | 9              |

* Ranking al 15 gennaio 2024.

### Altri partecipanti
I seguenti giocatori hanno ricevuto una wild card per il tabellone principale:
- Manuel Guinard
- Matteo Martineau
- Lucas Pouille

I seguenti giocatori sono entrati in tabellone come alternate:
- Geoffrey Blancaneaux
- Aziz Dougaz
- Pierre-Hugues Herbert

I seguenti giocatori sono passati dalle qualificazioni:
- Samuel Vincent Ruggeri
- Ričardas Berankis
- Dan Added
- Mathias Bourgue
- Moez Echargui
- Emilien Voisin

Il seguente giocatore è entrato in tabellone lucky loser:
- Tristan Lamasine

## Punti e montepremi
| Torneo    | Torneo              | V      | F      | SF    | QF    | 2T    | 1T    | Q | Q2  | Q1  |
| Singolare | Punti               | 125    | 64     | 35    | 16    | 8     | 0     | 5 | 3   | 0   |
| Singolare | Premi in denaro (€) | 19 650 | 11 570 | 6 850 | 3 990 | 2 345 | 1 420 | – | 710 | 355 |
| Doppio    | Punti               | 125    | 64     | 35    | 16    | –     | 0     | – | –   | –   |
| Doppio    | Premi in denaro (€) | 8 420  | 4 900  | 2 940 | 1 750 | –     | 990   | – | –   | –   |

## Campioni

### Singolare
Pierre-Hugues Herbert ha sconfitto in finale  Duje Ajduković con il punteggio di 6–3, 6–2.

### Doppio
Manuel Guinard /  Arthur Rinderknech hanno sconfitto in finale  Anirudh Chandrasekar /  Vijay Sundar Prashanth con il punteggio di 7–6(4), 6–3.